# رضا شاهرودی
رضا شاهرودی (زادهٔ ۱ فروردین ۱۳۵۱) بازیکن سابق تیم ملی فوتبال ایران و پرسپولیس است. او در بین هواداران به دلیل شباهتش و همچنین پست بازی یکسان با پائولو مالدینی به «رضا مالدینی» مشهور بود.

## زندگی شخصی
رضا شاهرودی اهل محله امامزاده حسن تهران است. در زمینی که او تمرین می‌کرد، پیش از او حسین فرکی و بعد از او وحید هاشمیان تمرین کردند. پدرش در یکی از روزهای سال ۱۳۵۷ همزمان با انقلاب از خانه خارج شد و دیگر هیچ‌گاه به خانه بازنگشت. تأمین هزینه خانواده پنج نفری به دوش برادر بزرگ‌ترش علی، افتاد که برای کار کردن تحصیل را رها کرد.

## بازی‌های باشگاهی
وی سابقه بازی در تیم‌های کشاورز تهران، پرسپولیس تهران، آلتای اسپور، دالیان هایچانگ، پاسارگاد و پیکان را دارد.
اولین قراردادش در سال ۱۳۶۶ با باشگاه صنعت و معدن بود. مبلغ قرارداد ۵۰ هزار تومان بود با ماهی سه هزار تومان دستمزد. بالاترین دستمزد او در ایران ۲۵ میلیون تومان در فصل ۸۰–۸۱ برای بازی در تیم پرسپولیس بود. او با بازی برای باشگاه دالیان مبلغی معادل ۱۵۰ میلیون تومان دریافت کرد.
او پس از حوادث شهرآورد سی و هشتم تهران در دی ماه سال ۱۳۷۳ یک سال از حضور در میدان‌ها محروم شد.
او در بین هواداران پرسپولیس به دلیل شباهتش و همچنین پست بازی یکسان با پائولو مالدینی اسطوره فوتبال ایتالیا و باشگاه میلان به «رضا مالدینی» مشهور بود.

## جام جهانی فرانسه
رضا شاهرودی در جام جهانی فوتبال ۱۹۹۸ عضو تیم ملی ایران بود. امّا یک روز قبل از بازی با یوگسلاوی در حین تمرین از ناحیه پا مصدوم شد و بازی‌ها را از دست داد. او برای زدن ضربه سر همراه حمید استیلی بلند شده، در هنگام فرود چون مچ پای خود را نبسته بود، مچ پایش چرخید و استیلی هم بر روی پای او افتاد و به خاطر مصدومیت بازی‌های جام جهانی ۱۹۹۸ فرانسه را از دست داد.
اختلافاتش با محمد مایلی‌کهن مربی وقت تیم ملی در سال ۱۹۹۶ باعث شد تا مایلی کهن او را از لیست تیم ملی خط بزند و بدین ترتیب شاهرودی جام ملت‌های آسیا ۱۹۹۶ را از دست داد.
شاهرودی در بین سال‌های ۱۹۹۴ تا ۱۹۹۸ عضو ثابت تیم ملی ایران بود و در پست دفاع چپ ۴۰ بازی ملی برای تیم ملی انجام داد و ۵ گل ملی نیز در کارنامه خود ثبت کرد.

### بازی ایران و استرالیا
او در این بازی مهم در ترکیب اصلی تیم ملی ایران در مقابل تیم ملی استرلیا قرار داشت و به صورت فیکس بازی کرد.
در این بازی شاهرودی چند بار ضربه اوت را برای دایی پرتاب کرد، ولی دایی توپ را به او برنگرداند و سپس توپ را لو داد. این مسئله منجر به عصبانیت شاهرودی و اعتراض او به علی دایی شد.

## دوران مربیگری
وی مربیگری را در تیم داماش ایرانیان به عنوان دستیار در سال ۲۰۰۶ شروع کرده، سپس به تیم‌های کوثر لرستان، استیل‌آذین و سنگ آهن بافق به عنوان دستیار و کمک مربی پیوسته‌است.